# Los diez mandamientos (serie de televisión)
Los diez mandamientos es una miniserie del año 2006 que relata la historia bíblica de Moisés.
En la película se relata toda la historia desde el nacimiento de Moisés hasta la llegada de los Hebreos a la Tierra Prometida. Se emitió por primera vez el 5 de septiembre de 2006 en la cadena de televisión estadounidense ABC.
La serie fue filmada en Egipto , el Monte Sinaí y la península del Sinaí.

## Argumento
Cuando un oráculo profetiza que un niño se convertirá en Príncipe de Egipto, un tiempo de peligro se acerca al reino. El faraón egipcio ordena la masacre de todos los varones recién nacidos. Pero un niño, Moisés, el hijo de un esclavo hebreo, escapa de una muerte segura cuando lo dejan a la deriva en el Nilo. A medida que pasan los años, se cría en una casa real egipcia y, sin ningún recuerdo de su familia, alcanza la estatura de un príncipe. Al descubrir su verdadera herencia, e inspirado por un ardiente mensaje de Dios, Moisés se embarca en una lucha noble y desesperada para reclamar su destino como líder y libertador del pueblo hebreo.

## Elenco
- Dougray Scott como Moisés
- Linus Roache como Aarón
- Naveen Andrews como Menerith
- Mía Maestro como Séfora
- Paul Rhys como Ramses
- Richard O'Brien como Anander
- Silas Carson como Jered
- Padma Lakshmi como Princesa Bithia
- Susan Lynch como Miriam
- Claire Bloom como Rani
- Omar Sharif como Jethro
- Hannah Taylor Gordon como Raquel

- Datos: Q1217700